# August Diem
August Diem (* 19. September 1848 in Herisau; † 9. Juni 1895 in Herisau; heimatberechtigt in Schwellbrunn) war ein Schweizer Unternehmer und Politiker aus dem Kanton Appenzell Ausserrhoden.

## Leben
August Diem war ein Sohn des Stoffdruckers Johann Ulrich Diem und der Anna Diem, geborene Nef. Im Jahr 1876 heiratete er Amalie Zürcher, Tochter des Stickereifabrikanten Johann Ulrich Zürcher.
Im Knabenalter leistete August Diem Kinderarbeit als «Aufhängjunge» in einer Stoffdruckerei. Danach besuchte er auf eigene Initiative die Realschule und absolvierte eine kaufmännische Lehre im Textilhandelshaus J. G. Nef & Co. in Herisau. 1874 machte er sich selbständig und gründete in Herisau die Stickereifabrikations- und Exportfirma August Diem, die 1884 in August Diem & Lutz und 1887 in Bächtold, Diem & Lutz umbenannt wurde. 1881 gründete er die erste Schweizer Buntpapierfabrik anstelle einer Bleicherei/Zwirnerei, deren Teilhaber er ab 1874 war. Diese Fabrik wurde 1883 in Diem & Oberhänsli umbenannt und firmierte ab 1934 unter Walke Buntpapierfabrik Herisau AG. 1883 folgten die Eröffnungen der Schiffli-Stickfabrik Diem & Hohl (1889 aufgelöst) sowie der Zwirnerei Diem & Frischknecht mit einer Filiale in Urnäsch. Von 1880 bis 1882 und später nochmals von 1887 bis 1891 war August Diem Gemeinderat von Herisau.